# Redbone
Redbone – amerykański zespół rockowy założony w Los Angeles w 1969 roku przez braci Pata i Lolly'ego Vegasów, wówczas już uznanych muzyków. Do założenia zespołu braci zachęcił Jimi Hendrix, który był też pomysłodawcą jego nazwy oznaczającej osobę o mieszanym pochodzeniu etnicznym. Wszyscy członkowie zespołu byli pochodzenia indiańskiego bądź meksykańskiego, co znajdowało odzwierciedlenie w ich twórczości i wizerunku scenicznym. 
Grupa tworzyła muzykę rockową z elementami R&B, jazzu i muzyki latynoamerykańskiej. Największym przebojem zespołu jest Come and Get Your Love z 1973, który dotarł do 5. miejsca listy Billboardu. Inne popularne utwory to The Witch Queen of New Orleans, Wovoka, Maggie oraz kontrowersyjny We Were All Wounded at Wounded Knee odnoszący się do bezpośrednio masakry nad Wounded Knee.
Zespół aktywnie działał do 1977. Później jego działania stały się mniej regularne, a w ostatnich latach de facto funkcjonuje jako solowy projekt Pata Vegasa. Lolly Vegas w połowie lat 90. przeszedł udar, w związku z czym był zmuszony ograniczyć działalność artystyczną. Zmarł w 2010 roku.

## Skład
- Pat Vegas(inne języki) – gitara basowa, śpiew (1969–nadal)
- Lolly Vegas(inne języki) – gitara, śpiew (1969–1995)
- Raven Hernandez – gitara, śpiew (1996–2014)
- Tony Bellamy – gitara, śpiew (1969–1998)
- Peter DePoe(inne języki) – perkusja (1969–1972)
- Arturo Perez – perkusja (1972)
- Butch Rillera – perkusja (1973–1977)

## Dyskografia
- Redbone (1970)
- Potlatch (1970)
- Message from a Drum (1971)
- Already Here (1972)
- Wovoka (1973)
- Beaded Dreams Through Turquoise Eyes (1974)
- Cycles (1977)
- Peace Pipe (2005)